# Лишайница жёлтая альпийская
Лишайница жёлтая альпийская (лат. Setina aurita) — вид медведиц из подсемейства Lithosiinae. Похожими видами являются лишайница жёлтая молевидная (Setina irrorella) и Setina roscida.

## Распространение

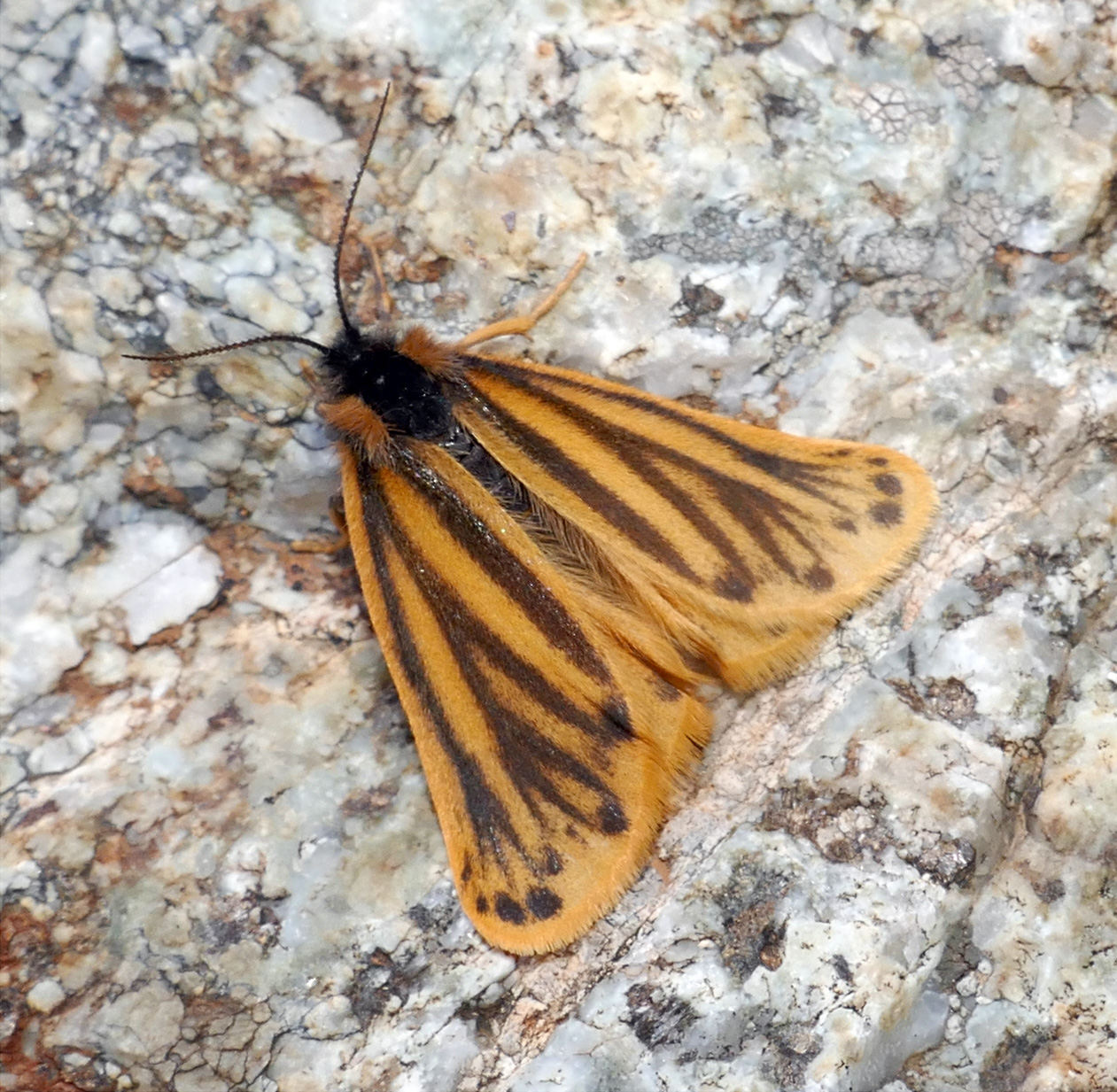

Встречается в Альпах.

## Описание
Размах крыльев 27—33 мм. Встречается с апреля по октябрь в зависимости от местообитания.

## Экология и местообитания
Гусеница питается лишайниками, в основном ксанторией настенной (Xanthoria parietina).